# Myntmästare
En myntmästare är föreståndare för en myntverkstad. Normalt brukar titeln förbehållas sådana som ansvarar för myntens rätta vikt och halt, och först från slutet av 1200-talet och början av 1300-talet dyker de första svenska myntmästarna i egentlig mening upp. År 1876 började ämbetet kallas myntdirektör.
Den förste kände "svenska" myntmästaren är engelsmannen Godwine, som på 990-talet slog mynt för Erik Segersäll i Sigtuna. Han hade även arbetat för kung Olav Tryggvason i Norge och Sven Tveskägg i Danmark. Från 1000-talet finns åtskilliga kända myntmästare. Myntpräglingen i Lund är bättre känd än den som förekom i Sverige. Nästan alla av den första generationens skandinaviska myntmästare kom från England. Från 1300-talets början är de väldokumenterade. Från 1500-talet och fram till 1986 finns myntmästarens märke (initialer eller liknande) på svenska mynt. Därefter har de ersatts med riksbankschefens märke.

## Lista över svenska myntmästare och myntdirektörer
| Namn                       | Ämbetsperiod                   | Myntmästarmärke | Notiser                                                                                  |  |
| -------------------------- | ------------------------------ | --------------- | ---------------------------------------------------------------------------------------- |  |
| Björn Myntmästare          | 1090                           |                 | Myntmästare i Lund.                                                                      |  |
| Johannes de Loon           | 1310                           |                 |                                                                                          |  |
| Gerlacos myntare           | 1335                           |                 |                                                                                          |  |
| Berend von Rydeck          | 1374                           |                 | Eventuellt samma man som nedan benämns von Roderlo.                                      |  |
| Bernhard von Roderlo       | 1379                           |                 |                                                                                          |  |
| Didrich Silfbrännare       | 1394                           |                 |                                                                                          |  |
| Henrik                     | 1410 ca, 1412                  |                 | Myntmästare i Stockholm                                                                  |  |
| Johannes                   | 1415 ca-1437 ca                |                 | Myntmästare i Stockholm                                                                  |  |
| Rolf Komhaer               | 1415 ca-1430 ca                |                 | Myntmästare i Stockholm                                                                  |  |
| Arendt van Bomblen         | 1420 ca-1430 ca                |                 | Myntmästare i Stockholm                                                                  |  |
| Heyne van Nadelwik         | 1435 ca - 1464                 |                 | Myntmästare i Stockholm                                                                  |  |
| Hans Mindel                | 1446–1449                      |                 | Myntmästare i Malmö                                                                      |  |
| Hans Grefve                | 1479–1488                      |                 |                                                                                          |  |
| Michael Johansson          | 1497                           |                 |                                                                                          |  |
| Hindrich                   | 1513                           |                 |                                                                                          |  |
| Didrik Myntmästare         | -1527                          |                 |                                                                                          |  |
| Herman Fossert             | 1527–1531                      |                 | Myntmästare i Stockholm.                                                                 |  |
| Anders Hansson             | 1531–1536                      |                 | Myntmästare i Västerås till dess han tog sitt liv i samband med Krutkonspirationen 1536. |  |
| Kasper Beckman             | -1537                          |                 |                                                                                          |  |
| Petter Semmelbeck          |                                |                 |                                                                                          |  |
| Mårten Jönsson             | 1542                           |                 |                                                                                          |  |
| Jost Höijer                | 14 april 1556 – 1566           |                 |                                                                                          |  |
| Hans Höijer                | 1567–1574                      |                 |                                                                                          |  |
| Carl Christoffersson Kuuth |                                |                 | Myntmästare i Stockholm.                                                                 |  |
| Gillis Coyet d.ä.          | 1574 till slutet av 1590-talet |                 |                                                                                          |  |
| Matts Hintze               | ca 1580                        |                 | Myntmästare i Västerås.                                                                  |  |
| Antonius Groth den äldre   | ca 1599–1614                   |                 |                                                                                          |  |
| Julius Coijet den yngre    | 29 juni 1614 till 1629         |                 | Myntmästare i Stockholm.                                                                 |  |
| David von Kohlen           | 1617                           |                 | Kallade sig Kohl, myntmästare i Söderköping.                                             |  |
| J. Werner                  | 1631–1632                      |                 |                                                                                          |  |
| Marcus Kock                | 1633–1639                      | MK              | Blev Gustav II Adolfs riksmyntmästare.                                                   |  |
| Anton Grooth               | 1641–1646                      | AG              |                                                                                          |  |
| Daniel Kock                | 1646–1650                      | DK              |                                                                                          |  |
| Mikael Hack                | 1652–1658                      |                 |                                                                                          |  |
| Georg Wagner               | 1658–1664                      | GW              |                                                                                          |  |
| Johan Fredrik Herman       | 1663                           | FI              |                                                                                          |  |
| Isaac Cronström            | 1664–1665                      | IK              |                                                                                          |  |
| Abraham Cronström          | 1664–1668                      | AK              |                                                                                          |  |
| Christopher Conradi        | 1669–1672                      |                 |                                                                                          |  |
| Daniel Faxell              | 1672–1683                      | DF              | Myntmästare i Stockholm.                                                                 |  |
| Anders Strömmer            | 1684–1699                      | AS              |                                                                                          |  |
| Henrik Zedritz             | 1700–1706                      | HZ              |                                                                                          |  |
| Lorentz Careelberg         | 1706–1722                      | LC              |                                                                                          |  |
| Georg Zedritz              | 1722–1738                      | GZ              |                                                                                          |  |
| Hans Malmberg              | 1738–1762                      | HM              |                                                                                          |  |
| Albrekt Lindberg           | 1762–1773                      | AL              |                                                                                          |  |
| Olof Lidijn                | 1773–1819                      | OL              |                                                                                          |  |
| Lars Bergencreutz          | 1819–1821                      | LB              |                                                                                          |  |
| Christopher Borg           | 1821–1837                      | CB              |                                                                                          |  |
| Alexander Grandinson       | 1838–1855                      | AG, G           |                                                                                          |  |
| Sebastian Tham             | 1855–1876                      | ST, T           |                                                                                          |  |
| Emil Brusewitz             | 1876–1908                      | EB              |                                                                                          |  |
| Karl-August Wallroth       | 1908–1927                      | W               |                                                                                          |  |
| Alf Grabe                  | 1927–1945                      | G               |                                                                                          |  |
| Torsten Swensson           | 1945–1961                      | TS              |                                                                                          |  |
| Benkt Ulvfot               | 1961–1986                      | U               |                                                                                          |  |
| Bengt Dennis               | 1986-1992                      | D               |                                                                                          |  |